# 内兹珀斯人在黄石公园

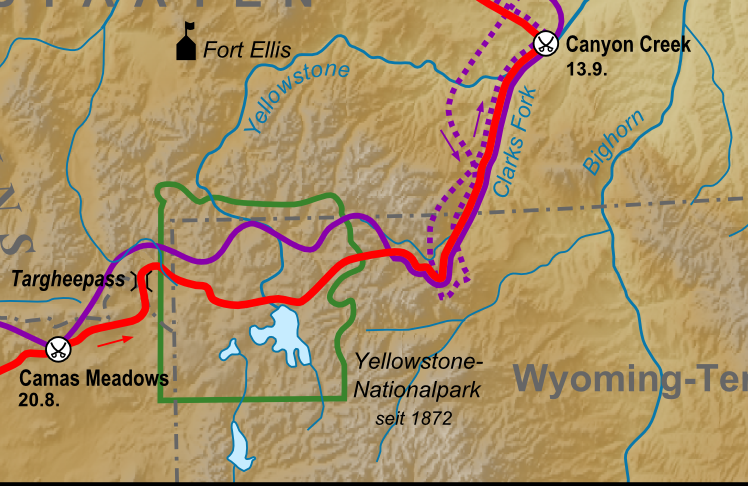
内兹珀斯人（红）与霍华德将军（紫）穿越黄石国家公园及附近地区的路线地图。紫色虚线显示的是斯特吉斯上校的路线。

内兹珀斯人在黄石公园是指内兹珀斯印第安人在1877年的内兹珀斯战争期间，自8月20日到9月7日之间逃亡经过黄石国家公园的过程。随着美国陆军追赶着内兹珀斯人一路经过这个公园，公园游客和印第安人之间的一些不友善的冲突发生。这些冲突有时还是致死的。美军最终将内兹珀斯人逐出黄石高原、迫使内兹珀斯人从黄石群山中进入黄石河谷后遭遇部署于此伺机歼敌的美军部队。

## 背景
1877年6月，内兹珀斯人的一些群体反对从他们在俄勒冈东北部的瓦洛厄河旁的土生土长的土地迁移到爱达荷中西部的克利尔沃特河（“清水河”）旁的一个保留区。他们企图向东逃跑，经过爱达荷、蒙大拿与怀俄明，穿越落基山脉，到达大平原。到8月下旬，内兹珀斯人已经旅行了数百英里，打了若干场战役。在这些战役中，他们击败或拖延了追击他们的美国陆军部队。内兹珀斯人有着错误的见解，认为穿越了下一道山脉，或者击败了派来阻碍他们的最新的陆军之后，他们就会找到一个和平的新家。

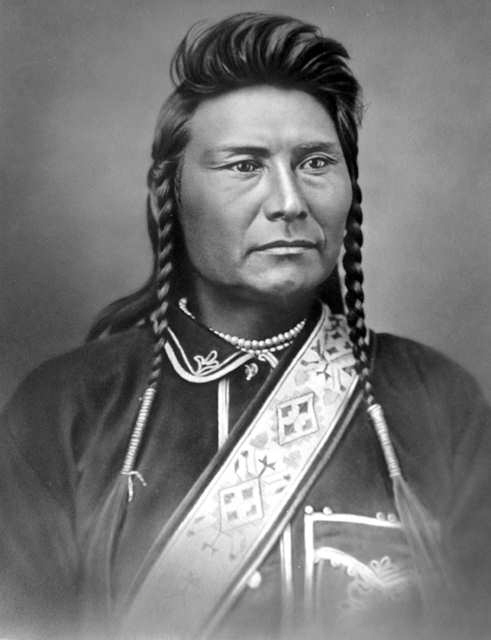
1877年，内兹珀斯人首领山雷酋长。

内兹珀斯战争在这个国家的新闻界中被广泛报道。内兹珀斯人的且战且退已使得他们的首领山雷酋长（“约瑟夫酋长”）在美国公众的许多人的眼中成了一位有着民族英雄与军事天才形象的人物。在1877年8月9日，在蒙大拿比格霍尔河的西岔流的河源上游附近，内兹珀斯人在比格霍尔战役中与约翰·吉本上校率领的美国陆军交战。根据所有的记述，这场战役打成了平手，并且双方都承受了重大伤亡，但是内兹珀斯人向南逃走了，并进入到了爱达荷。从西面赶来的奥利弗·奥·霍华德将军的陆军，距离比格霍尔遭遇战仅差了一天的骑行。他们追赶着内兹珀斯人，也进入了爱达荷。这支陆军因为他们没能成功击败内兹珀斯人而感到窘迫。

### 进入黄石
在1877年8月20日，内兹珀斯人与美国陆军在卡默斯溪战役44°21′52″N 111°53′40″W / 44.36444°N 111.89444°W中再次交战。这个地方就在爱达荷亨利斯湖的西面。内兹珀斯人突袭了一座军营，偷走了大多数的骡子和一些马匹以及补给品。接踵而来的战斗持续了一整天，但是结果却仅有极少的伤亡。在20日晚上，内兹珀斯人向东行进，穿越了雷德罗克通道（“红岩通道”）44°35′56″N 111°31′25″W / 44.59889°N 111.52361°W，离开了爱达荷，进入了蒙大拿，之后在1877年8月23日，在今天的西入口44°39′44″N 111°06′15″W / 44.66222°N 111.10417°W附近进入了黄石国家公园与怀俄明。霍华德将军的班诺克人侦察兵与白人侦察兵斯坦顿·G·费希尔（Stanton G. Fisher）跟随在内兹珀斯人后面，距离他们有一天的路程。
他们向霍华德汇报后霍华德正确判断内兹珀斯人企图穿越黄石高原前往黄石河畔的克罗族首府。霍华德部行军疲惫，并未立即进入黄石公园追击内兹珀斯人，而是在亨利湖附近重新集结。
霍华德让他的士兵们在亨利斯湖44°38′30″N 111°24′14″W / 44.64167°N 111.40389°W畔休息了四天之后，他带着600人在8月27日再次对内兹珀斯人发动了追击，而他的上司威廉·特库姆塞·谢尔曼将军此时正在为将从黄石公园出现的内兹珀斯人设置一个圈套。古斯塔夫斯·切·多恩中尉与大约100名士兵外加克罗人侦察兵们被派遣去保卫位于毛象温泉44°58′01″N 110°42′44″W / 44.96694°N 110.71222°W处的黄石公园的北入口。塞缪尔·戴·斯特吉斯上校与360名士兵将会保卫东面的克拉克斯岔流。哈特（Hart）少校与250名骑兵和100名印第安人侦察兵负责保卫也在东面的休休尼河出口。在南面，韦斯利·梅里特（Wesley Merritt）上校与500名士兵被安置在温德河。在北面，纳尔逊·迈尔斯上校与一支数百名士兵的陆军待命于蒙大拿的基欧堡46°22′32″N 105°53′00″W / 46.37556°N 105.88333°W。
与2000名士兵外加数百印第安人侦察兵相抗的内兹珀斯人人数仅有约700人，其中的勇士可能不到200人。他们通过黄石的向导是有着一半白人血统并且英语说得流利的“扑克乔”。他们的领导职权是集体所有的。领导人从部落的五个群体中的每一个中抽出，作为这些难民们的代表。“玻璃镜”首领（Looking Glass）可能是最具权势的战争领袖。尽管山雷酋长被认为是这些内兹珀斯人的总领导人，然而他的角色比起对于战斗，更聚焦于对于营地的妇女和儿童的管理。酋长们企图约束他们的青年男子们不去找非战斗人员的白人们复仇，但他们并非总是成功。

## 与游人和勘探者的敌对冲突
当内兹珀斯人进入黄石之时，公园里有八九个游人团体，总计至少35人，另外还有若干群勘探人员。其中两个团体将会经历和内兹珀斯人群体的敌对冲突。 由九名来自蒙大拿雷德斯堡的游人组成的团体，在1877年8月23日时已在公园里待了8天了。他们后来被叫作“雷德斯堡队”。他们由乔治·F·考恩（George F. Cowan）、艾玛·考恩（Emma Cowan）、艾玛的兄弟弗兰克·卡彭特（Frank Carpenter）、艾玛的姐妹艾达·卡彭特（Ida Carpenter）、查尔斯·曼恩（Charles Mann）及亨利·迈耶斯（Henry Meyers）组成，这群人还包括来自蒙大拿海伦娜的A·J·阿诺德（A.J. Arnold）、威廉·丁吉（William Dingee）及阿尔伯特·奥尔德姆（Albert Oldham）。他们在下间歇泉盆地以西不远处扎营。就在几天前，谢尔曼将军本人也作为一名游人在这个公园里。据报道，他的侦察兵向雷德斯堡队的成员们保证，他们绝对安全，绝对不会被内兹珀斯人伤害。不过，其中一名游人艾玛·考恩注意到谢尔曼一行“更宁愿去别的地方，正如他们在当晚便离开……”
第二个游人团队全是由青年男子们组成。他们后来被叫作“海伦娜队”。在8月23日晚上，安德鲁·韦克特（Andrew Weikert）、理查德·迪特里克（Richard Dietrich）、查尔斯·肯克（Charles Kenck）、弗雷德里克·菲斯特（Frederick Pfister）、杰克·斯图尔特（Jack Stewart）、伦纳德·邓肯（Leonard Duncan）、约瑟夫·罗伯茨（Joseph Roberts）。奥古斯特·福勒尔（August Foller）、莱斯利·威尔克（Leslie Wilke），以及一名叫作本杰明·斯通（Benjamin Stone）的黑人厨师，在黄石瀑布的营地里。探矿员约翰·夏夫利（John Shively）位于雷德斯堡队不远处。雷德斯堡队在黄石河畔遇到了衣冠不整的退伍士兵詹姆斯·欧文（James Irwin）。侦察员“得克萨斯杰克”（"Texas Jack"）约翰·欧莫杭德罗和一小队英国游客则位于沃什本山旁。

### 与雷德斯堡队的冲突
在进入公园之后，内兹珀斯人群体沿着麦迪逊河和火洞河而上，来到了喷泉浅滩（Fountain Flats）附近的下间歇泉盆地。内兹珀斯人的一支由黄狼率领的小型侦察队负责带路。在8月23日下午快结束时，黄狼的侦察兵们在火洞河东岔流（内兹珀斯溪）44°34′50″N 110°49′57″W / 44.58056°N 110.83250°W与火洞河的汇流点捉住了约翰·夏夫利。内兹珀斯人逼迫他当向导，带领他们穿过黄石。在8月24日早晨，黄狼的侦察兵骑马进入了雷德斯堡队营地并逼迫这一群人陪他们一起踏上向东朝向黄石河的玛丽山（Mary Mountain）小道，前往内兹珀斯人主营。到了中午时，根据扑克乔的劝告，内兹珀斯酋长们决定允许这支队伍离开并向西走出公园，但条件必须是他们将他们所有的补给品和马匹丢弃给内兹珀斯人，而他们照做了。在他们被释放了大约30分钟后，在他们沿着玛丽山小道的边缘向下往西而行之时，这支队伍又遇到了一群二三十人的内兹珀斯人掉队者。这些人想将这些游人交还到酋长们手中。枪声响起，乔治·考恩头部遭到近距离平射，阿尔伯特·奥尔德姆则受到了疼痛的脸部伤害。队伍剩余的人未受伤害并且四散到了北边的森林里。在了解到了这场冲突之后，一名内兹珀斯酋长立刻前来解救了一些游人。弗兰克·卡彭特、艾达·卡彭特及艾玛·考恩被带回了内兹珀斯营地并被交给了山雷酋长保护。在8月25日，内兹珀斯人继续向东，前往黄石河旁的鳟鱼溪（Trout Creek）。这条溪流的所在地今天被叫作海登谷。到了25日下午快结束时，内兹珀斯人已经穿过了泥火山（Mud Volcano）附近的黄石公园区域，而他们此时所在的这个地方之后被叫作了内兹珀斯浅滩44°37′05″N 110°25′01″W / 44.61806°N 110.41694°W。在这一天，内兹珀斯侦察兵们还遇到了躲在深谷里的詹姆斯·欧文，并同样将他也带进了他们的营地。在8月25日晚上，内兹珀斯人释放了弗兰克·卡彭特、艾达·卡彭特和艾玛·考恩，并给了他们两匹马。他们安全地向北而去，在沃什本山附近得到了多恩中尉的第2骑兵团的一群士兵们保护。詹姆斯·欧文和约翰·夏夫利继续充当内兹珀斯人的向导。在接下来的两天里，雷德斯堡队的其余成员经由麦迪逊河走出了公园，得到了亨利斯湖旁的霍华德将军的陆军的安全保护。在8月30日，霍华德的陆军沿着麦迪逊河而上，找到了乔治·考恩和阿尔伯特·奥尔德姆。他们还活着，但是状况不佳。

### 与海伦娜队的冲突
对于海伦娜队的成员不幸的是，詹姆斯·欧文在位于内兹珀斯人手中之时，透露了他们在水獭溪（Otter Creek）44°41′22″N 110°35′15″W / 44.68944°N 110.58750°W的岔流处附近的营地的位置。在8月26日黎明，一支内兹珀斯战队找到了海伦娜队的营地。两名成员韦克特和威尔克已经离开了营地。内兹珀斯人开枪袭击了营地。查尔斯·肯克被打死。杰克·斯图尔特腿部受伤并被内兹珀斯人抓捕。队伍里的其他成员，包括理查德·迪特里克，四散入了森林。斯图尔特用263美元和一块银表行贿，以求从内兹珀斯人那里被释放。在清理了他的伤之后，他向北走出了公园。当韦克特和威尔克回到营地时，他们发现了这场突袭并立刻向北行进，以走出公园。他们也和内兹珀斯人战队发生了一场短暂的冲突。韦克特肩部受了伤。在8月27日，内兹珀斯人主力部队沿着鹈鹕溪（Pelican Creek）44°33′12″N 110°21′37″W / 44.55333°N 110.36028°W而上，进一步向东移动，距离游人与美国陆军更加遥远。同样在27日，已经到达了毛象温泉的韦克特又向南行进，以搜寻海伦娜队的迪特里克和其他成员。到了白天结束时，迪特里克和本·斯通已经安全地待在了毛象温泉旁的麦卡特尼宾馆（McCartney's Hotel）和澡堂。詹姆斯·麦卡特尼和韦克特同意回到水獭溪去找出肯克、斯图尔特和其他人。

### 焚烧亨德森大牧场

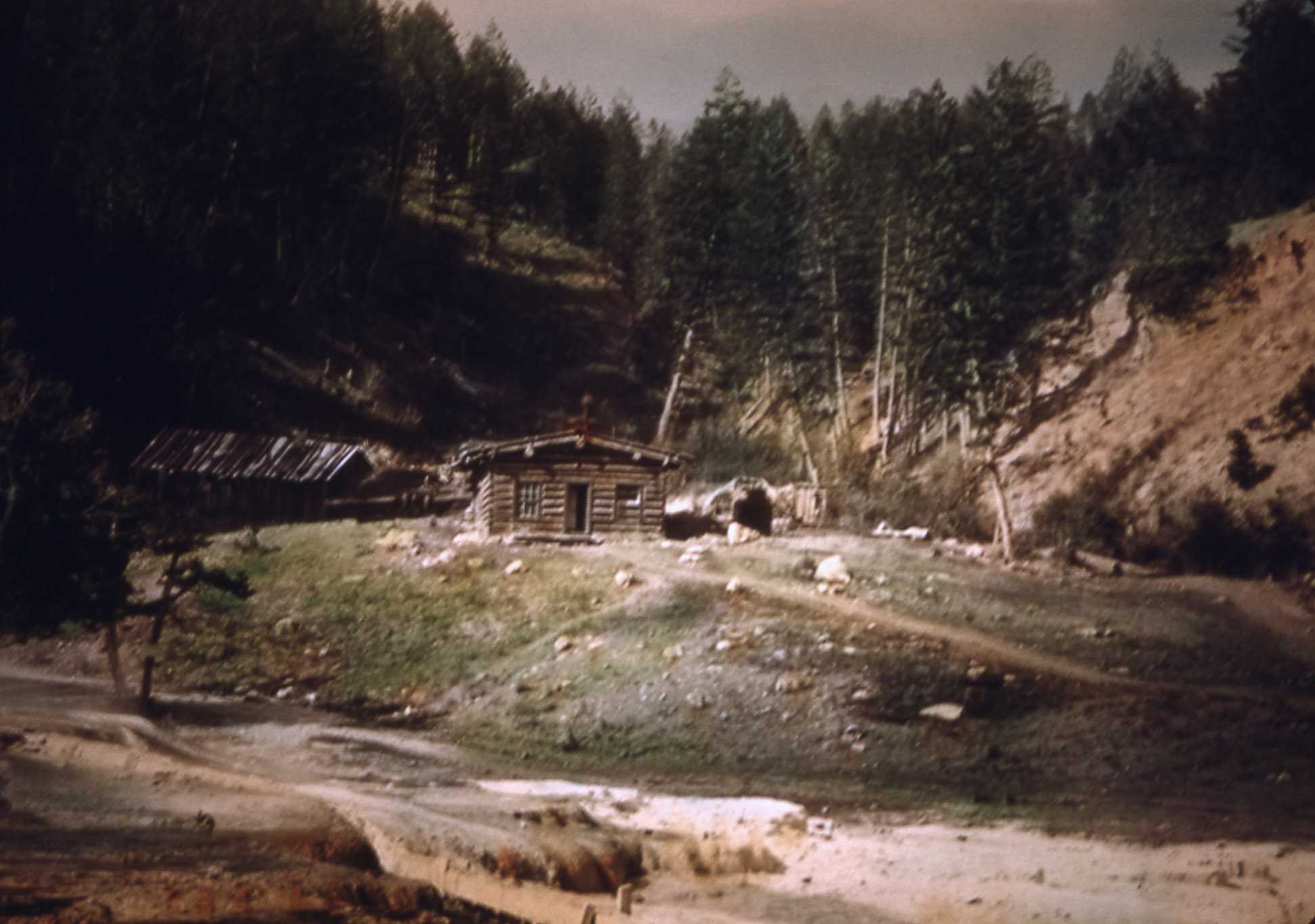
在组成了毛象温泉旁的麦卡特尼宾馆的这些建筑物（约1871年）中的一座之中，理查德·迪特里克被杀害。

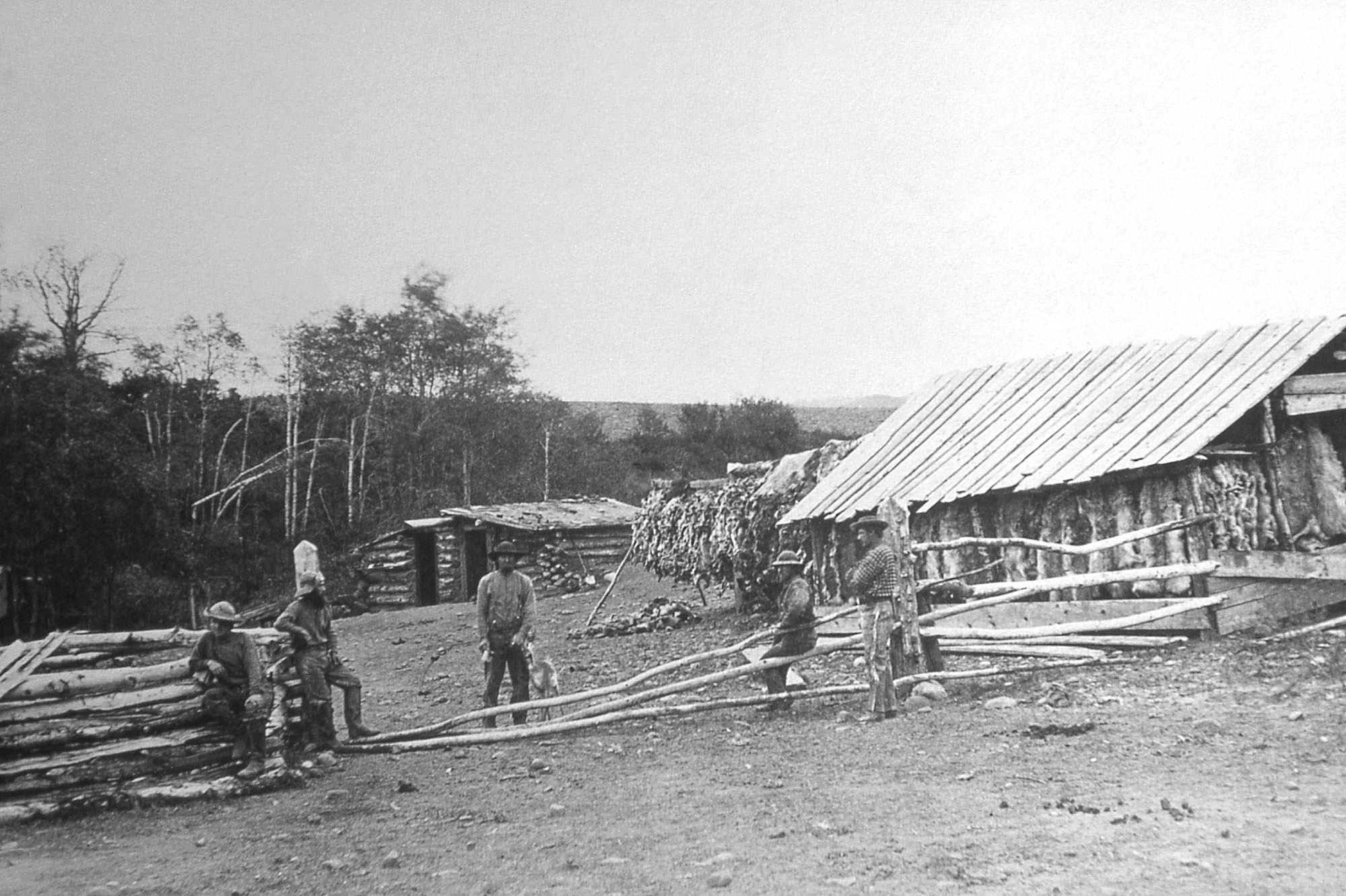
1877年的亨德森大牧场看起来一定与此非常相像。这是博特勒尔大牧场（Bottler Ranch，约1871年，就在亨德森大牧场以北几英里处）。

韦克特和麦卡特尼向南边的水獭溪行进。他们不知道的是，一支20-30人的内兹珀斯人群体正在朝着毛象温泉向北移动，而迪特里克和斯通正待在那里。这些印第安人们已经焚烧了巴伦内特桥[Baronett's Bridge，在黄石河和黄石河东岔流（拉马尔河）附近，跨越黄石河的第一座桥，由贸易者兼黄石向导杰克·巴伦内特（Jack Baronett）于1871年建造]。内兹珀斯人找到了迪特里克和斯通并将他们追赶到了森林里。在那里，他们成功逃脱了与这些印第安人的对抗。在8月31日早晨，这支内兹珀斯人群体向北移动，朝加德纳河45°01′46″N 110°42′03″W / 45.02944°N 110.70083°W河口而去并攻击了亨德森大牧场。亨德森大牧场位于公园以北一英里左右，其宅地建于1871年。斯特林·亨德森（Sterling Henderson）及其雇员们丢弃了大牧场，前往了河流处的安全处，而内兹珀斯人洗劫并焚烧了这些建筑物。在大牧场遭袭不久后，多恩中尉率领的一支骑兵部队正在沿着魔鬼坡45°05′32″N 110°47′59″W / 45.09222°N 110.79972°W附近的河流而上。他们很快与这些内兹珀斯人交战在了一起并将对方赶入了公园里。不幸的是，迪特里克因为相信内兹珀斯人已经离开了毛象温泉地区而再次躲到了麦卡特尼的一座建筑物里。内兹珀斯人在向南逃的时候找到了迪特里克并杀害了他。韦克特和麦卡特尼已在水獭溪旁找到了查尔斯·肯克的尸体并埋葬了他。他们回到毛象后发现迪特里克亦已死亡。他们害怕本·斯通可能也死了并且毛象温泉已不再是一个安全的地方了，因此他们向北而行，去多恩中尉的营地寻求安全。在多恩的营地，他们发现了黑人厨师本·斯通也安全地待在那里。虽然内兹珀斯人在公园内与士兵还有若干次小规模战斗，但其所造成伤亡不大。

## 内兹珀斯人的逃脱

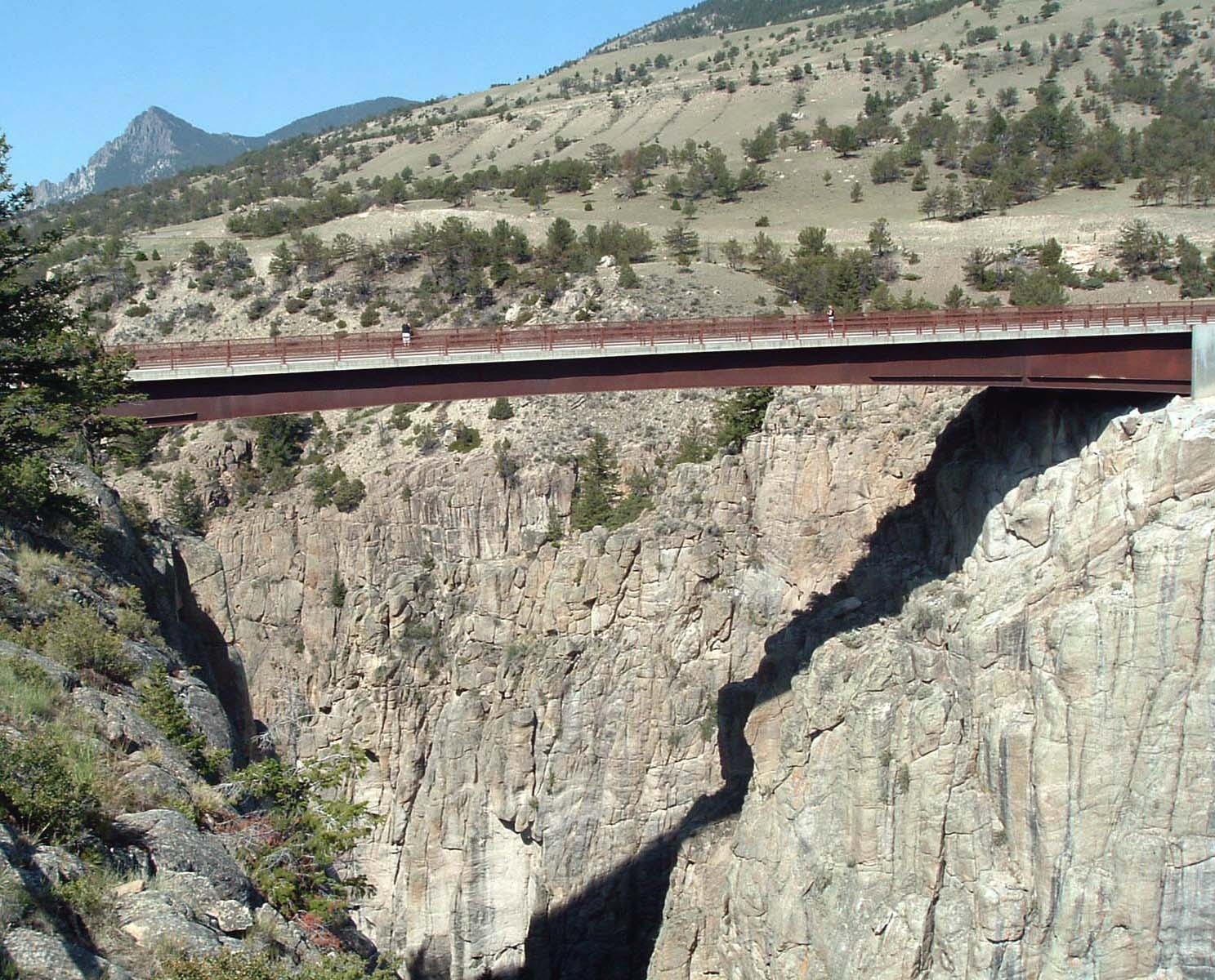
日光桥（Sunlight Bridge）在今天横跨了一条峡谷，而内兹珀斯人当年在马背上穿过了这条峡谷。

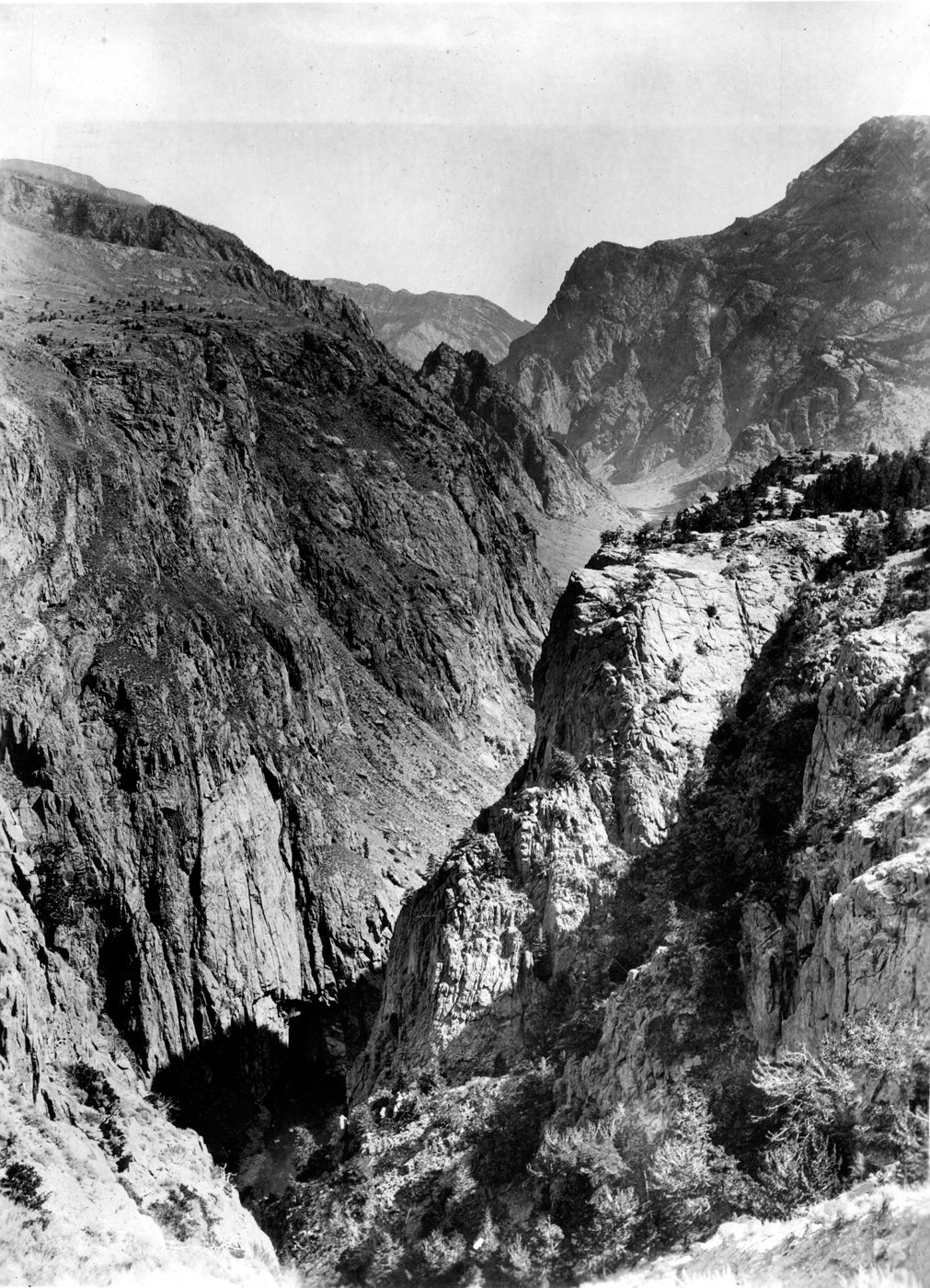
克拉克斯岔流峡谷。内兹珀斯人通过岩壁之间的一条狭窄的山间隘道而深入到了峡谷之中。

内兹珀斯人在1877年8月23日在麦迪逊河附近进入了黄石国家公园。在1877年9月6日，他们通过克兰德尔溪（Crandall Creek）44°49′03″N 109°47′13″W / 44.81750°N 109.78694°W而离开了公园东北角，并向黄石河克拉克斯岔流而去。一进入公园，内兹珀斯人就知道他们有三条能够逃脱的路线：西北路线是通过黄石河，东北路线是通过黄石河克拉克斯岔流，东路线是通过休休尼河。内兹珀斯人怀疑美国陆军会在所有的寻常出口等待他们，于是他们选择了一条未知的且非常艰难的道路。这条道路在阿布萨罗卡群山之上，海拔将近到了10,000英尺（3,000）。跟随着他们的费希尔说这是“我至今通行过的最崎岖不平的区域。大约行走过程中的每一脚都被落下的枯木和巨大的花岗岩块所阻碍。”费希尔和他的班诺克人群体与内兹珀斯人的后卫队进行了一场小规模战斗。之后，他中止了追逐并返回去找到了霍华德将军和他的士兵们。内兹珀斯人的主体离开了黄石河之后，他们便立即沿鹈鹕溪而上，进入了明镜高原（Mirror Plateau）。就是在那儿，詹姆斯·欧文逃走了。约翰·夏夫利在几天后也逃走了。内兹珀斯人继续向东，渡过拉马尔河，并沿着三条主要的溪流——卡尔菲溪（Calfee Creek）、米勒溪（Miller Creek）和卡什溪（Cache Creek）——中的一条而上。他们在1877年9月5日晚上到达了分界线。在9月6日早晨，他们继续沿克兰德尔溪而下，往东北方进入了黄石河克拉克斯岔流峡谷。尽管霍华德将军的各部队从没有真正地距离内兹珀斯人很远过，然而当这些印第安人在公园里时，霍华德从未与他们交手过，并且他选择了一条通往克拉克斯岔流的更轻松的路线。

## 圈套

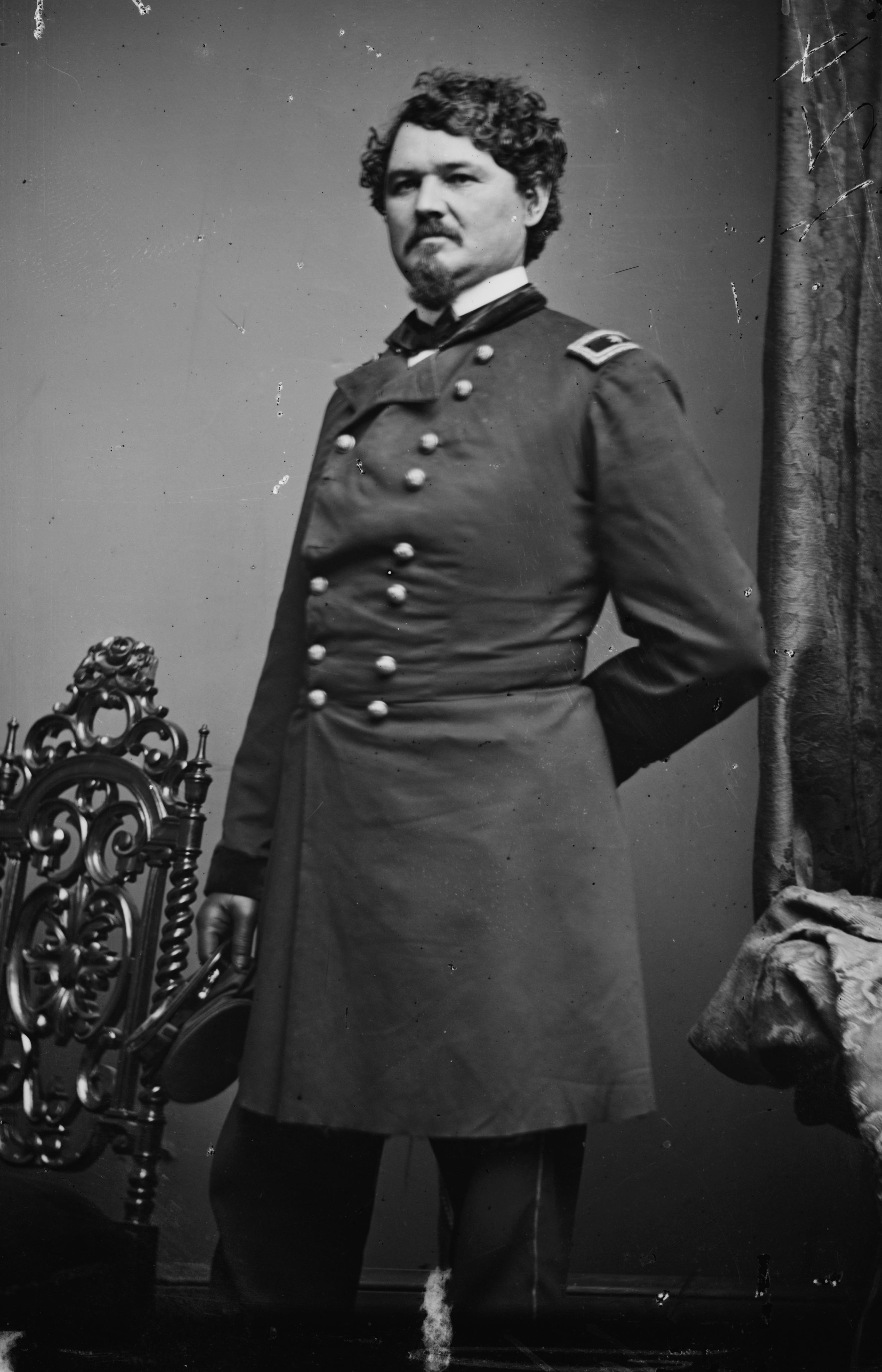
塞缪尔·戴·斯特吉斯上校。他的儿子已在小大角羊战役中阵亡。内兹珀斯人从黄石公园的群山中出现，往大平原而去，耍了他一回。

霍华德和他的士兵通过一条更北、更轻松的路线穿过了黄石并在9月7日到达了公园位于克拉克斯岔流旁的东北角。通过费希尔的侦察行动，美国陆军现在已知道了内兹珀斯人将会从克拉克斯岔流或休休尼河附近的群山中出现。霍华德继续沿克拉克斯岔流而下，希望让内兹珀斯人落入他的陆军和在下面等待的斯特吉斯的陆军之间的圈套。
内兹珀斯人从阿布萨罗卡群山的尖峰而下，往平原而去。在他们艰难的通行期间，为了防止关于他们的位置的任何消息传到了美国陆军那里，他们追捕并杀死了这一地区的白人勘探者和猎人。十名男子已被知道是被这些印第安人杀死的，而在之后的几个月里，又有额外的尸体被发现。
由于其他的被命令守卫黄石公园的各出口的部队还没有就位，因此斯特吉斯在平原上设立了他的基地。在那里，他得到了一个广阔的视野并能够快速朝克拉克斯岔流或休休尼河方向移动。他似乎怀疑地看待克拉克斯岔流出口，“发现可能没有小道能从那里通出来”。克拉克斯岔流的更下游的几英里穿过了一条狭窄的峡谷。峡谷两边的垂直的山壁有800英尺高。在9月8日，内兹珀斯人到达了一个距斯特吉斯的陆军六英里远的地方。这个地方在一条山脊的顶上。这里现在被叫作死印第安人通道。内兹珀斯人的先头侦察兵观察到了在遥远的下方等待他们出现的士兵们。如果这些印第安人选择开阔而简单的路线来到达平原的话，那么他们2000匹马和700个人将会被轻易看见。他们没有这么选择，而是企图进行一场艰难的行动以误导士兵们。他们踏上了一条往南去休休尼河的路线，之后在美国陆军侦察兵看不见他们的情况下，将他们的马匹兜了一个大圈子，来隐藏他们的踪迹并使士兵们接受他们正在往南走这个想法。之后他们悄悄地向北返回，用大量的树木来隐蔽，并横穿了死印第安人峡谷（Dead Indian Gulch），沿克拉克斯岔流而下。死印第安人峡谷是一条狭窄的裂缝。它的两边是陡峭的岩石壁。它的垂直高度几乎有1000英尺，而宽度仅仅够两马并行。“在一场实施得干净利落的行动中，”一位军事历史学家说，“内兹珀斯人用一场极其危急的威胁进行了反击，并赢得了一段精彩的暂缓。”
斯特吉斯上了钩，领着他的士兵离开了克拉克斯岔流并向南前往休休尼河。内兹珀斯人未受阻碍地走了出来，并进入了平原。斯特吉斯很快意识到了他的错误并掉了头。在9月11日他偶然遇到了霍华德。霍华德已跟随着内兹珀斯人的路线沿克拉克斯岔流而下，但是现在这两支陆军已经落在了内兹珀斯人身后50英里处，差了两天的距离。

## 事后
霍华德命令斯特吉斯去追击内兹珀斯人，而内兹珀斯人的踪迹向北通到了蒙大拿。在9月13日的非决定性的坎宁溪战役45°43′14″N 108°35′34″W / 45.72056°N 108.59278°W中，斯特吉斯将会追上他们。迈尔斯上校之后会在1877年10月5日，在距离加拿大边境仅几英里处的贝尔波群山（“熊爪群山”）接受山雷酋长的投降。
乔治·考恩和阿尔伯特·奥尔德姆在雷德斯堡养好了他们的伤，完全恢复了过来。在之后的几年里，考恩将会花费许多时间在公园里给游客们讲述他和内兹珀斯人的冲突。韦克特和麦卡特尼最后重新找到了肯克和迪特里克的尸体并将它们葬在了海伦娜。
在1902年，身为黄石公园首席筑路者的美国陆军工兵兵团的海勒姆·马·奇滕登少校着手进行了一场活动，来标明从1877年的内兹珀斯战争起，公园里的所有的有重大历史意义的场所。到了1904年，在乔治·考恩、艾玛·考恩和其他参与者的帮助下，一块块的标牌标明了内兹珀斯人逃亡经过公园期间的所有关键冲突的地点。到了20世纪30年代，这些标牌全都不见了。今天唯有的纪念物便是“约瑟夫酋长故事”道旁纪念碑。内兹珀斯溪在这里穿过了大环路。
内兹珀斯人的部分路线是沿着今天的怀俄明州296号公路的。这条公路被叫作“约瑟夫酋长景观间道”（Chief Joseph Scenic Byway）。日光溪桥（Sunlight Creek Bridge）、死印第安人山丘（Dead Indian Hill）及死印第安人宿营地（Dead Indian Campground）都大致上在内兹珀斯人在向南佯动以迷惑下面平原上的士兵之前所走的路线上。

### 由这一事件命名的公园特色地区
- 内兹珀斯溪（Nez Perce Creek，火洞河东岔流，1877年），又叫海登岔流（Hayden's Fork，1871年）。它是麦迪逊河（1871年前）的东岔流。在1885年，在公园的“阿诺德·赫格（英语：Arnold Hague）地质勘测”期间，它被正式称呼为了内兹珀斯溪。[23]
- 内兹珀斯浅滩（Nez Perce Ford），是山雷酋长在1877年8月25日渡过黄石河的位置。它最初被菲利特斯·诺里斯（英语：Philetus Norris）主管在1880年命名。这个浅滩也被叫作约瑟夫酋长渡口（Chief Joseph's Crossing）和野牛浅滩（Buffalo Ford）（1946年）。[24]
- 约瑟夫峰（英语：Joseph Peak），海拔10,420英尺（3,180）44°57′31″N 110°53′05″W / 44.95861°N 110.88472°W[25]，位于电峰（英语：Electric Peak）西南的加勒廷山脉（英语：Gallatin Range）。阿诺德·赫格勘测组的成员们在1885年以此命名，以对山雷酋长经过这个公园的逃亡表示尊敬。[26]
- 考恩溪（Cowan Creek）44°35′42″N 110°41′40″W / 44.59500°N 110.69444°W[27]，内兹珀斯溪的一条支流，在玛丽山小道旁，位于下间歇泉盆地以西约6英里（9.7）处。取这个名字是为了对在溪口附近被内兹珀斯人所伤的乔治·F·考恩表示尊敬。公园首席博物学家大卫·康登（David Condon）在1956年正式命名了这条溪。它之前被叫作黄石溪（Yellowstone Creek）和柳溪（Willow Creek）。[28]

## 扩展阅读
- Beal, Merrill D. "I Will Fight No More Forever" Chief Joseph and the Nez Perce. Seattle: U of WA Press, 1963.
- Brown, Mark H. The Flight of the Nez Perce. New York: G.P. Putnam's Sons, 1967.
- Greene, Jerome A. A Nez Perce Summer 1877. Boise: Montana Historical Society Press, 2000. http://nps.gov/history/history/online_books/hiho/greene/chap8.htm%5B%5D, accessed 27 Jan 2012.
- Hampton, Bruce Children of Grace: The Nez Perce War of 1877. New York: Henry Holt and Company, 1994.
- Josephy, Jr., Alvin M. The Nez Perce Indians and the Opening of the Northwest. New Haven: Yale U Press, 1965.
- West, Elliott. . Oxford: Oxford University Press. 2009. ISBN 978-0-19-513675-3.
- Janetski, Joel C. . Salt Lake City, Utah: University of Utah Press. 1987. ISBN 0-87480-724-7.
- Josephy, Alvin. . Lincoln: University of Nebraska Press. 2007. ISBN 978-0-8032-7623-9.
- Malone, Michael P., Richard B. Roeder and William L. Lang. . Seattle and London: University of Washington Press. 1991. ISBN 0-295-97129-0.
- McWhorter, Lucullus Virgil（卢卡勒斯·弗吉尔·麦克沃特（英语：Lucullus Virgil McWhorter）） Yellow Wolf: His Own Story（《黄狼（英语：Yellow Wolf）：自传》）. Caldwell, ID: Caxton Printers, 1940. https://archive.org/stream/yellowwolfhisown002070mbp/yellowwolfhisown002070mbp_djvu.txt, accessed 18 Jan 2012.